# 권위

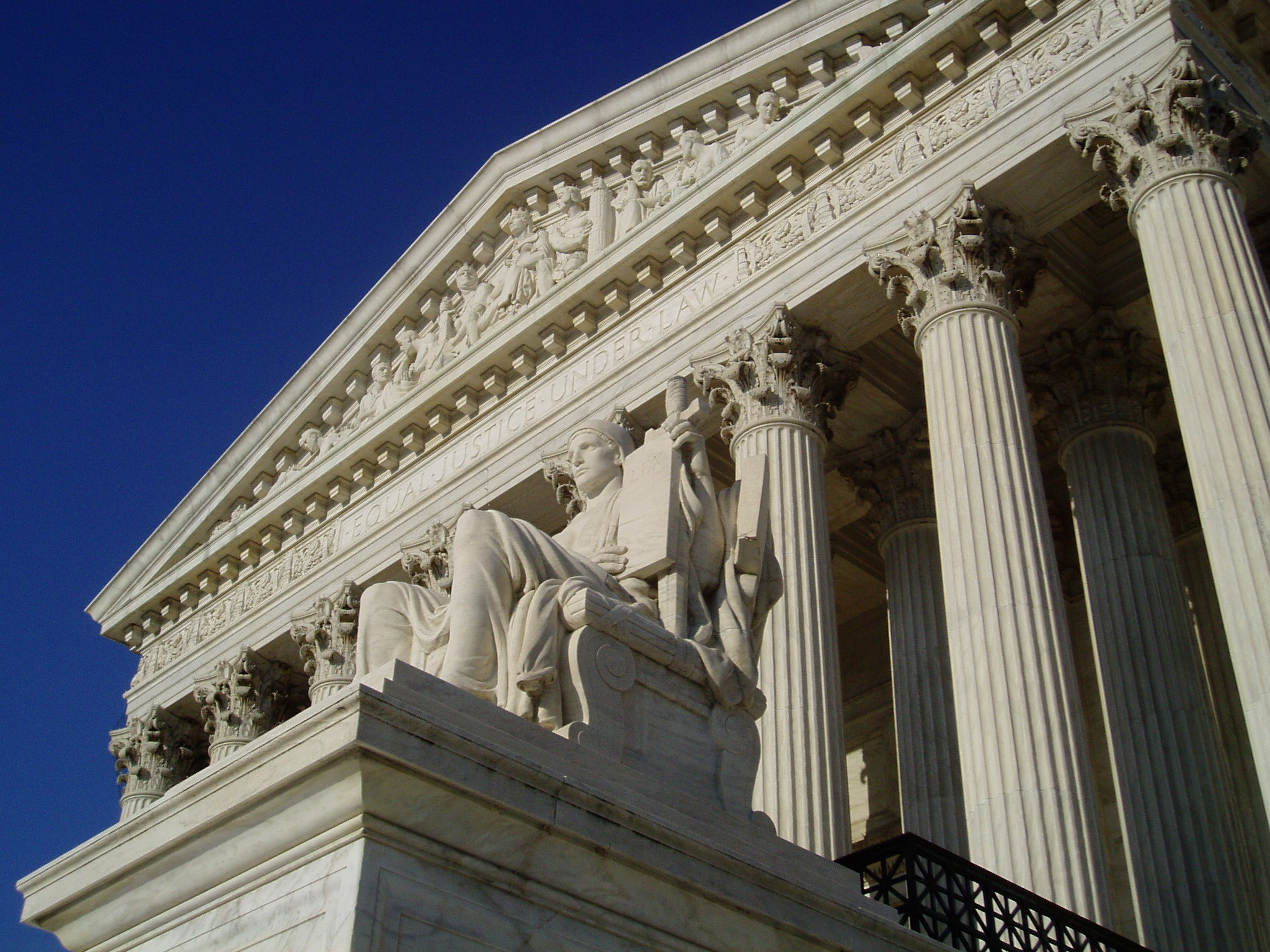

권위(權威, 영어: Authority)라는 말은 국가(정부, 판사, 경찰 등)에 의해서 혹은 어떤 분야(어떤 주제에 관한 권위자)의 학문적 지식이나 명성에 의해서 힘이 행사되는 권리를 의미한다. 권위는 제도, 이념, 인격, 지위 등이 그 가치의 우위성을 공인시키고 영향력을 행사할 수 있는 능력이나 위신을 뜻한다. 국제협정에서 협정을 집행하는 제도를 만들 때 권위를 의미하는 오소리티(authority)가 사용되지만, 이 경우에는 권능이라고 한다. 막스 베버는 3 가지의 권위를 주장하는데, 이성적 합법적 권위, 계급적 권위, 전통적 권위, 그리고 카리스마적 권위가 있다.

## 인문
어느 개인이나 조직(또는 제도)과 관념이 사회 속에서 일정한 역할을 담당하고 그 사회의 구성원들에게 널리 인정되는 영향력을 지닐 경우, 이 영향력을 권위라고 부른다. 권위는 그 영향력이 미치는 영역에 따라 도덕적 권위, 또는 정치적, 과학적 권위 등으로 나뉜다. 권위는 임의로 생겨나는 것이 아니며, 생산양식에 의해 규정되고, 역사상 각 시대의 차이에 따라서 특유한 귄위가 성립하고 교체되기도 한다. 봉건제도 시대의 도덕적, 정치적 권위가 자본주의 시대에 들어와 부정되고 새로운 권위가 나타나는 것은 그러한 예라고 할 수 있다. 한편, 전(前)시대의 과학이나 예술상의 성과가 후대에도 영향력을 나타낼 때, 권위의 적극적인 측면이 나타나기도 한다.
권위는 역사 발전에 대하여 긍정적으로도, 또한 부정적으로도 작용하기도 한다. 역사적으로 몰락의 위기에 처한 종래의 지배 계급은 기존의 권위에 집착하여 권위를 강제하고, 물질적 강제력인 권력에 호소한다. 대립하는 계급 사회에서 권위는 권력에 의해 뒷받침된다. 개인숭배는 권위의 남용에 의해서 생겨나는 현상이다.
권위의 궁극적 근거는 공인으로, 이를 지지하는 집단에 따라서 여러 권위가 존재한다. 그러므로 해당 권위를 인정하지 않은 집단에서는 그 권위가 통하지 않는다. 대부분의 권위는 전통적 가치에 의해 자연적으로 성립되지만 인위적으로 만들어지거나 변천 ·실추하기도 한다. 18세기 계몽주의 시대의 권위는 맹목적이고 미신적인 복종의 산물이며 이성과 대립하는 것으로 인식되어 공격을 받았으나, 반드시 권위와 이성이 양립할 수 없는 것이라고 할 수는 없다. 권위를 세우기 위한 수단과 방법으로는 왕관, 법복(法服), 궁전 등의 상징이나, 신화, 종교, 사회질서의 유지, 설득 등이 있다. 권위가 제도로서 확립되면 실질적 가치를 떠나서 통용되며, 군주로서 복종을 받는다. 권력(power)과 권위(authority)는 인간을 복종시키는 힘이자 위력이라는 의미에서 흔히 동의어로 사용되지만, 엄밀히 말하면 권위는 정당성을 획득한 권력이다.
또는, 최고자에게 권력을 집중시켜 비판을 허용하지 않는 권위국가나 권위주의로도 사용된다.

## 같이 보기
- 반권위주의
- 권위에 호소하는 논증
- 아욱토리타스
- 권위주의
- 밀그램 실험
- 정치신학
- 보호